# Всесвітній соціальний форум
Всесвітній соціальний форум — міжнародне зібрання, що проводиться щороку на противагу Всесвітньому економічному форуму у Давосі й об'єднує активістів багатьох соціальних рухів з усього світу, які шукають альтернативу запропонованій неолібералізмом моделі глобалізації.

## Формат форуму
Під час форуму зустрічаються представники альтерглобалістського руху, зелені, активісти студентських, робітничих, селянських і жіночих рухів, а також учасники багатьох інших соціальних рухів та неурядових організацій. Зустрічі відбуваються у формі різноманітних семінарів, дискусій, демонстрацій, акцій.
Головною метою форуму є боротьба за демократію «знизу», за подолання експлуатації в країнах Третього світу, за соціализм. Окрім того обговорюється розв'язання екологічних проблем, розширення можливостей освіти та всебічного розвитку людини. Число учасників форуму, які з'їжджаються з усього світу, щороку зростає, та вже перевищило 100 000.

## Історія

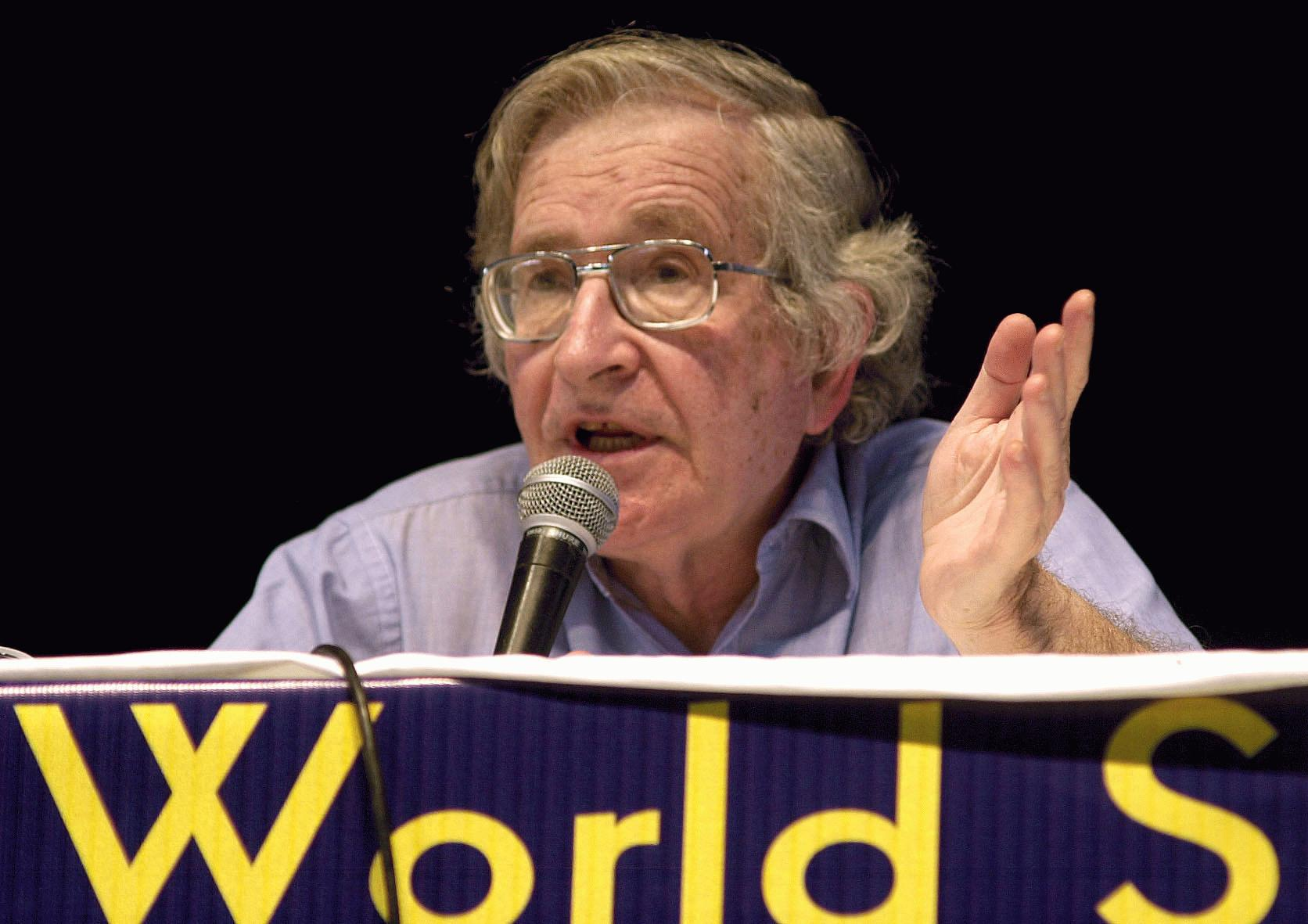
Ноам Чомскі на третьому Всесвітньому соцфорумі у Порту-Алегрі 2003 року

Перший всесвітній соціальний форум відбувався у місті Порту-Алегрі, що у Бразилії, від 25 до 30 січня 2001 року. В його організації брали участь багато рухів і громадських організацій, включаючи французьку АТТАК (Асоціація за оподаткування фінансових оборудок на користь громадян). Частково перший форум було проведено за допомоги та фінансової підтримки адміністрації Порту-Алегрі, яку тоді очолювали представники бразильської Партії трудящих. Місто у той час став експериментальною моделлю в галузі місцевого самоврядування, що комбінувала традиційні представницькі інституції влади й відкриту асамблею за участі громадян. На тому форумі було офіційно зареєстровано 5 000 учасників зі 117 країн та кілька тисяч учасників з Бразилії. На відкритті форуму були присутніми близько 4 000 осіб.

Другий ВСФ також відбувався у Порту-Алегрі від 31 січня до 5 лютого 2002 року. Офіційно в ньому брали участь 12 тисяч делегатів зі 123 країн світу. Загальне число учасників склало близько 60 000 осіб. Там було ухвалено резолюцію «Опір неолібералізму, війні й мілітаризму: за мир та соціальну справедливість». Там же у січні 2003 року проводився і третій ВСФ. Серед учасників і тих, хто виступав на тому форумі був Ноам Чомскі.
Четвертий Форму відбувався в Індії в Мумбаї від 16 до 21 січня 2004 року. Разом у його роботі брали участь за різними оцінками від 100 до 125 тисяч осіб. Тоді було ухвалено рішення про підтримку ідеї вільного програмного забезпечення. Одним з ключових спікерів на форумі був колишній шеф-економіст Світового банку Джозеф Стігліц.
П'ятий ВСФ знову проходив у Порту-Алегрі від 25 до 31 січня 2005 року. На форумі зареєструвались понад 155 000 учасників зі 135 країн світу, більшість яких склали активісти з Бразилії, Аргентини, США, Уругваю та Франції. За підсумками проведення форуму був випущений Маніфест Порту-Алегрі. Шостий Всесвітній соціальний форум відбувався у кількох місцях та з певними інтервалами у часі. У січні 2006 року форум відбувся у Каракасі (Венесуела) та Бамако (Малі), а у березні того ж року в Карачі (Пакистан).
У січні 2007 року у Найробі (Кенія) відбувався сьомий ВСФ. Там зареєструвались 66 000 учасників і 1 400 організацій зі 110 країн. Той форум багато хто критикував як «ярмарок недержавних організацій».
У подальшому форуми відбувались:
- 27 січня — 1 лютого 2009 — Белен (Бразилія)
- 26 січня — 30 січня 2010 — Порту-Алегрі (Бразилія)
- 6 лютого — 11 лютого 2011 — Дакар (Сенегал)
- 24—29 січня 2012 — Порту-Алегрі (Бразилія)
- 26—30 березня 2013 — Туніс (Туніс)[10]
- 14-й — 9—14 августа 2016 — Монреаль (Канада)[11].